# Bokeler Burg

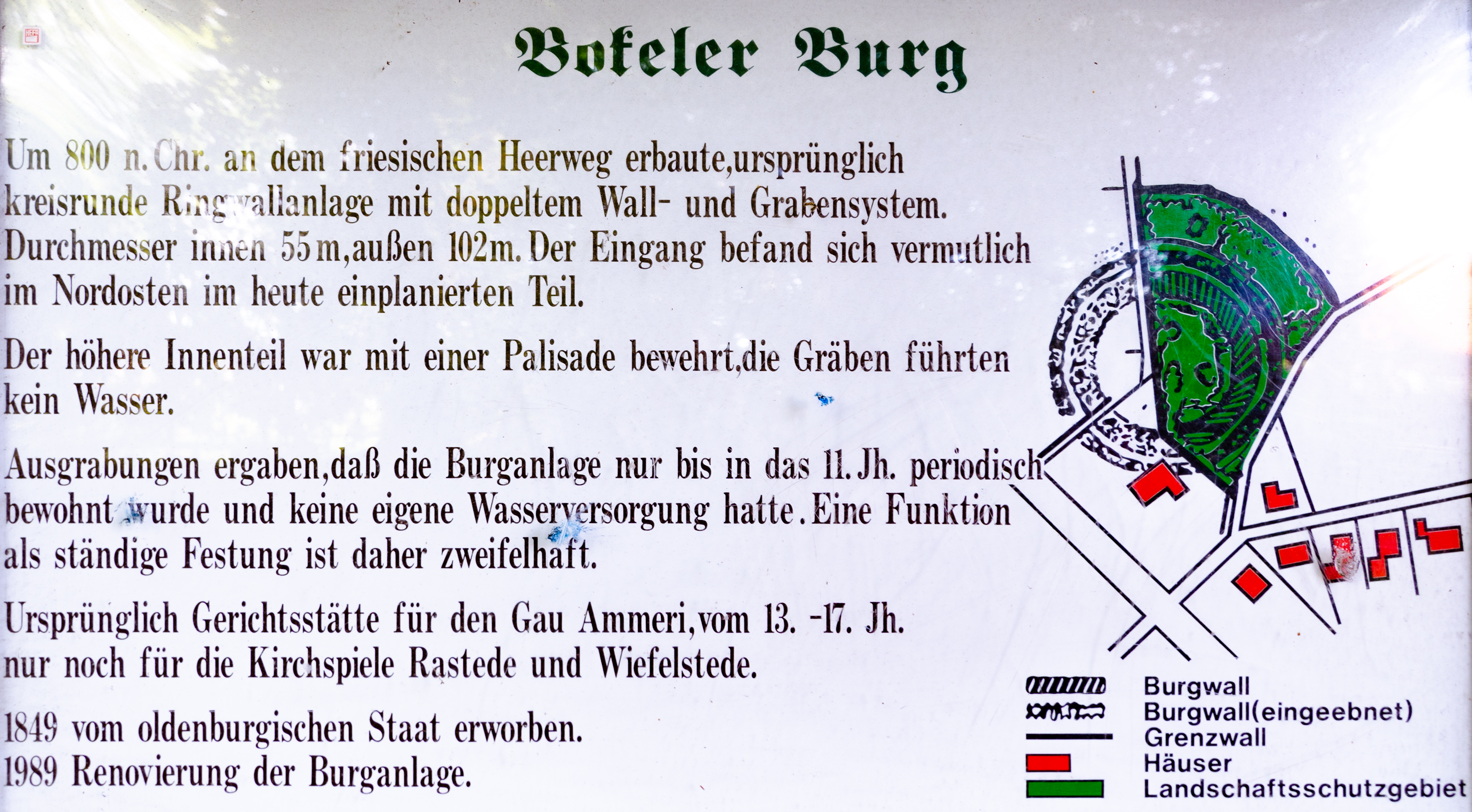
Informationstafel an der Burgstelle

Die Bokeler Burg ist eine ehemalige Ringwallanlage im Ortsteil Bokel der Gemeinde Wiefelstede im Landkreis Ammerland in Niedersachsen. Sie lag nahe der Friesischen Heerstraße und entstand in der Zeit um 850 n. Chr. Es handelt sich um die älteste erhaltene Burg des Ammerlands.

## Beschreibung
Die ovale Befestigungsanlage besaß einen Außendurchmesser von 102 m und war durch eine doppelte Wall-Graben-Befestigung geschützt. Die Wälle waren aus Sand aufgeschüttet und mit einer Plaggenabdeckung versehen. Auf dem Innenwall stand zusätzlich eine Palisade. Die 
Innenfläche betrug 55 × 65 Meter. Wie bei Wallburgen aus dieser Zeit üblich, befand sich die eher kleinformatige Bebauung am inneren Wallfuß. Das Burgtor lag im Nordosten in Richtung der Friesischen Heerstraße. 
Eine historische Überlieferung zu der Anlage ist nicht bekannt. Laut einer Ausgrabung im Inneren der Anlage wurde sie in der Zeit vom 9. bis ins 10. Jahrhundert intensiver und bis ins 11. Jahrhundert sporadischer genutzt. 
Anfang des 19. Jahrhunderts war der Ringwall bereits zum großen Teile eingeebnet, wie eine Vermessung durch C.F.A.O. von Negelein um 1831 ergab. 1989 wurde die Doppelwallanlage umfangreich restauriert. Heute ist etwa die Hälfte des Ringwalls noch vorhanden.

## Sagen vom Schatz der Bokeler Burg
Der Legende nach soll in der Bokeler Burg ein Schatz verborgen und von Geistern bewacht liegen. Er liege das ganze Jahr über unerreichbar in der Tiefe. Nur in der Johannisnacht vom 23. auf den 24. Juni erscheint er an der Oberfläche in einer Mulde, um gebleicht zu werden. Wer dann ein Stück Erbstahl (von den Vorfahren ererbtes Eisen) darüber legt und kein Wort spricht, der kann den Schatz mit nach Hause zu nehmen.
Einmal wollten mehrere Personen von jenseits Oldenburg nachts den Schatz der Bokelerburg heben, als mit gewaltigem Brausen ein schöner, mit vier Pferden bespannter Wagen vorbei fuhr. Der Kutscher grüßte und fragte, ob dies der rechte Weg nach Rastede sei, aber die Schatzgräber blieben stumm. Sie hatten den Schatz schon auf das Ufer gehoben, als ein Reiter auf einer watschelnden Gans vorbei kam und fragte, ob er den Wagen noch einholen könne. Als die Schatzgräber antworteten: „Du magst den Düwel dohn!“ (Du magst den Teufel tun) kollerte der Schatz wieder hinunter.
Bei einem anderen Vorfall kam der Hausmann Gerken aus Bokel in der Johannisnacht an der Bokeler Burg vorbei und bemerkte den Schatz an der Oberfläche, um gebleicht zu werden. Gerken hatte ein Beil bei sich, dass er von seinem Vater geerbt hatte. Rasch legte er das Beil auf den Schatz und nahm dann das Beil und den Schatz in seinen Hut. Als er fortging, entstand hinter ihm viel Lärm und Gebraus. Als er auf den damals noch mit Wald bedeckten Bokeler Esch angekommen war, stellte sich hinter einen Baum und sah zurück. Aber in demselben Augenblick begann der Lärm von neuem und der Schatz sowie das Beil flogen aus dem Hut. Der Schatz flog wieder der Bokeler Burg zu.
Einmal ging der Knecht des Hausmanns Gerken zu Bokel in der Johannisnacht den Fußpfad über die Bokeler Burg. Er dachte nicht daran und war arglos. Auf der Burg fand er den ganzen Wall mit harten Talern belegt und niemand in der Nähe. Erfreut scharrte er mit den Füßen eine Menge zusammen, füllte Hut und Taschen damit und eilte nach Hause. Als er am nächsten Morgen seine Schätze sehen wollte, waren sie in Kieselsteine verwandelt. Da beschloss er, die Steine wegzuschaffen und ging hinaus. Aber der eine Schuh drückte ihn, und wie er sah, lag ein blanker Taler darin, der ihm beim Zusammenscharren der Taler unversehens hineingekommen war.